# The Climb (jeu vidéo)
Pour les articles homonymes, voir The Climb.
The Climb est un jeu vidéo de réalité virtuelle sur PC. C'est un jeu à la première personne où le joueur doit escalader des environnements de jeu, jusqu'au sommet. La spécificité de ce jeu est qu'il soit adapté à la réalité virtuelle (avec les casques de réalité virtuelle), de plus, la mécanique principale du jeu repose sur l'interaction avec les prises sur les parois de l'environnement de jeu. Il est sorti sur l'Oculus Home le 28 avril 2016 et a été développé par Crytek et en partenariat avec Oculus VR,.

## Développement
Le jeu a émergé à la suite d'essai en interne de la part du studio Crytek sur la technologie VR et le début du développement s'est fait durant la 2e moitié de l'année 2015 soit un temps de développement de moins d'un an, avec une équipe de développement de moins de 100 personnes. Le jeu a été développé à Francfort par l'équipe de développement VR (Réalité Virtuelle) de Crytek.
Le choix de ne pas faire apparaître les bras et le corps, est dû à la volonté de l’équipe de développement de laisser une vision confortable au joueur et de ne pas le gêner pour la réalisation des sauts et autres actions. Le jeu fait partie des 30 jeux sortis avec le casque de réalité virtuelle Oculus Rift.

## Système de jeu
Le jeu prend place dans différents environnements, sur des îles perdues (inspiré de la baie d’Hạ Long), dans un canyon (le Grand Canyon), ou bien sur des montagnes enneigées (les Alpes). L'objectif du joueur consiste à escalader une falaise pour en arriver à son point culminant. Le joueur se déplace de prise en prise, soit en s'accrochant de l'une à l'autre naturellement, soit en rejoignant une prise compliquée d'accès en sautant, le joueur disposant de checkpoint en forme de lanière de sécurité (pour escalade) à différents endroits. Un des éléments important du gameplay repose sur la nécessité pour le joueur de prendre les décisions rapidement du fait de la « transpiration des mains », le joueur devant y mettre de la magnésie (poudre blanche), régulièrement, sous peine d'avoir une mauvaise qualité d’accroche et de tomber dans le vide à cause d'une mauvaise prise.
Le jeu ne met pas l'accent sur le réalisme, comme pourraient le réaliser de réels professionnels d'escalade, mais met en avant la prise de risque dans cette discipline[réf. nécessaire].

## Accueil
Les critiques ne relèvent aucun problème de latence (lag), un niveau d'image par seconde suffisant et un suivi précis de la tête. D'autre part, ils notent qu'il y a eu une bonne gestion de l'effet cinétose (dû à l'expérience VR), car le joueur ne le ressent que très peu. En termes de durée de vie, le jeu est tantôt décrit comme une « grande démo » ou un « petit jeu ».
Les critiques font apparaître une prise en main du titre bien pensée, intuitive avec une manette Xbox One, mais qui ne permet pas au jeu d'exprimer son potentiel comme cela pourrait être le cas avec d'autres périphériques (Oculus Rift#Oculus Touch). Les critiques font l'état d'une ambiance contemplative et d'un jeu teinté par l'exploration,.